# Cornus drummondii
Cornus drummondii ist eine Pflanzenart aus der Gattung der Hartriegel (Cornus) in der Familie der Hartriegelgewächse (Cornaceae). Sie ist im mittleren Nordamerika verbreitet und es wird dort in Englischer Sprache der Trivialname „roughleaf dogwood“ verwendet.

## Beschreibung und Ökologie

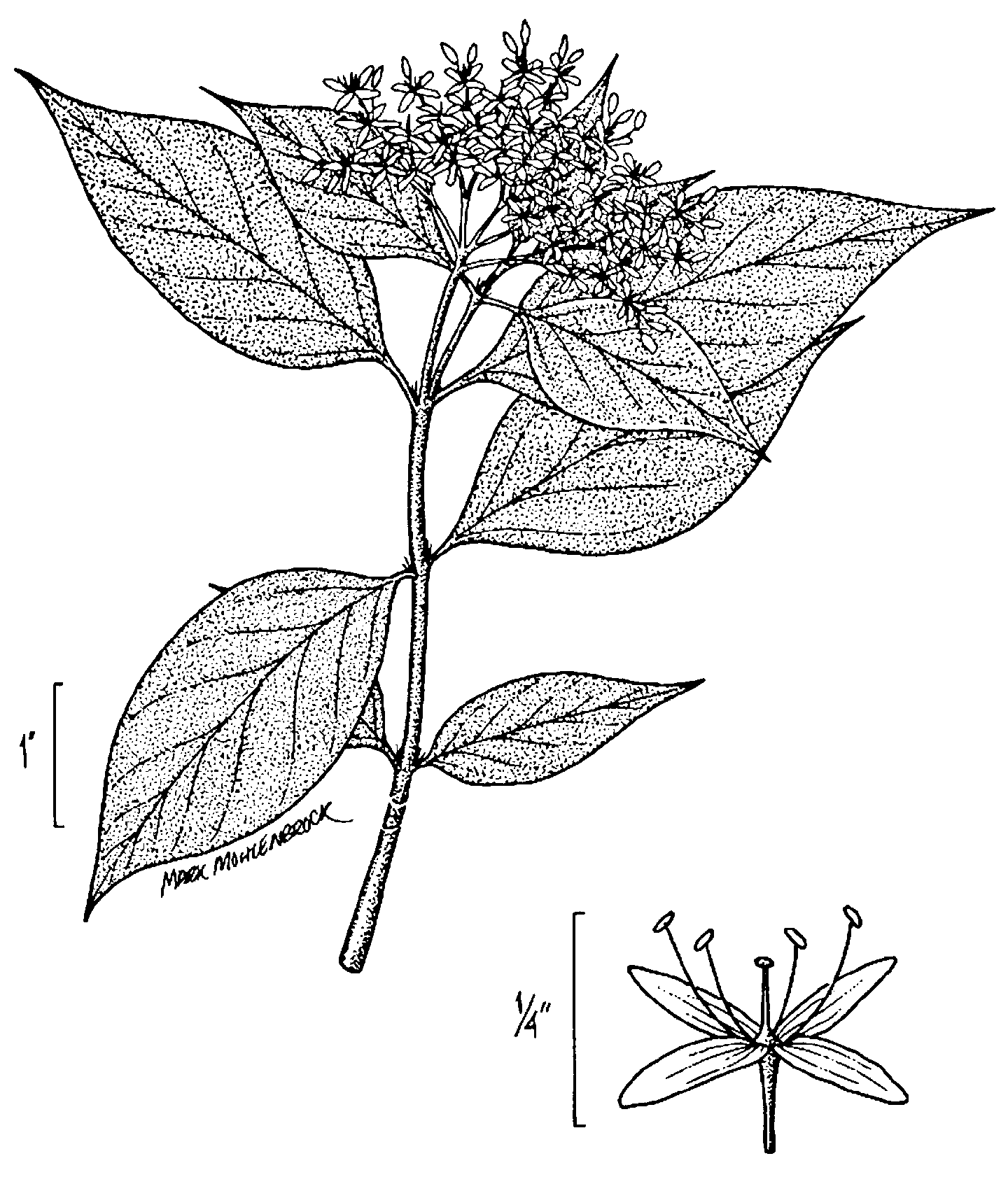
Illustration

Cornus drummondii wächst als Strauch oder kleiner Baum, der eine Wuchshöhe von 4 bis 7 Metern erreicht. Seine Zweige sind aufrecht, manchmal bildet sich auf einem kurzen Stamm eine breite Krone. Aus den Wurzeln treiben zahlreiche Ausläufer, so dass ausgedehnte Dickichte entstehen können. Die Rinde junger Zweige ist braun-rot und rau behaart, bei älteren Zweigen färbt sie sich grau-braun. Das Mark ist braun.

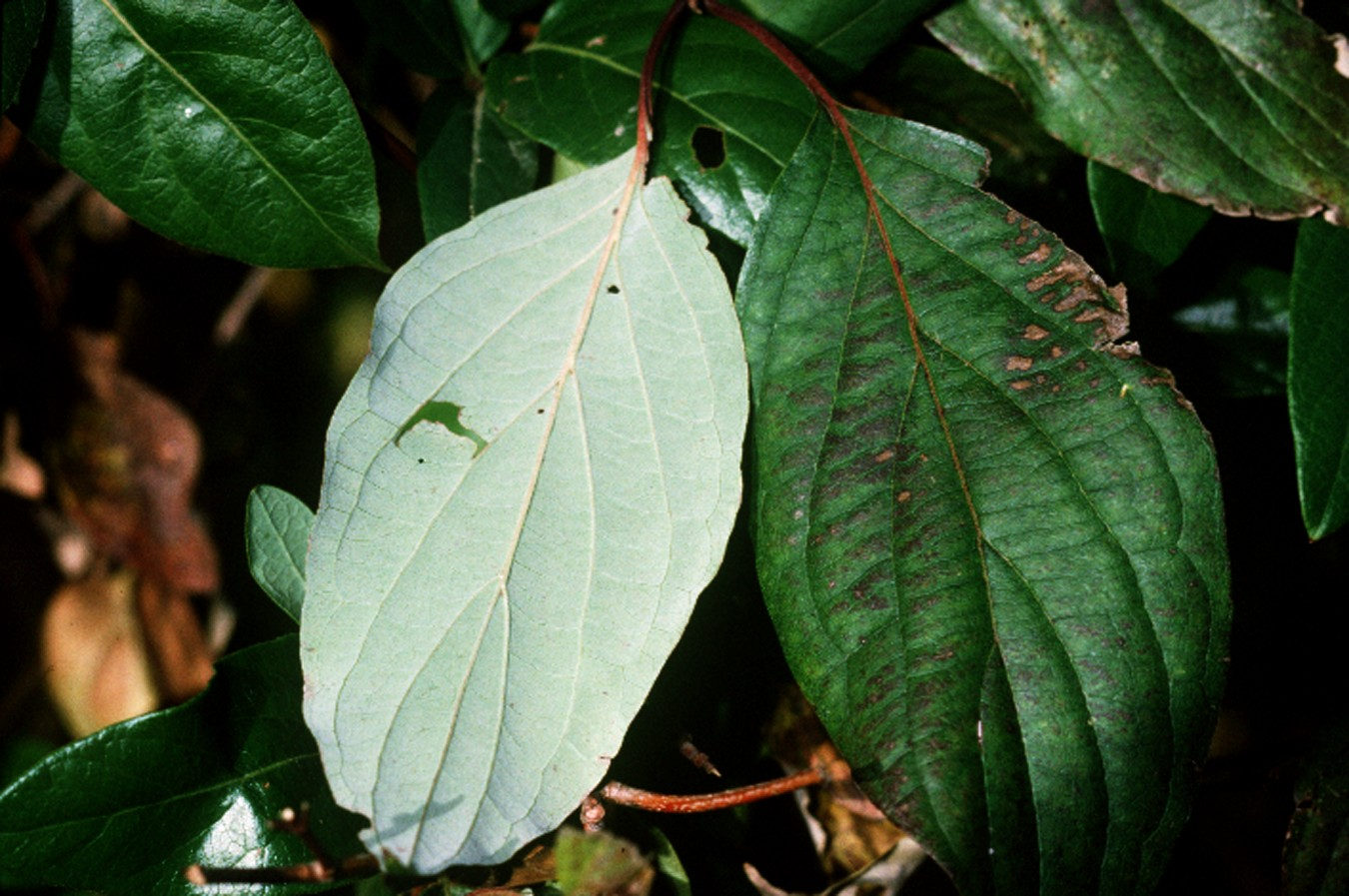
Ober- und Unterseite der Laubblätter

Die gegenständig an den Zweigen angeordneten Laubblätter sind in Blattstiel und Blattspreite gegliedert. Die einfache Blattspreite ist 5 bis 10 Zentimeter lang und 2,5 bis 7 Zentimeter breit. Die Blattoberseite ist mit kurzen rauen Haaren besetzt und die -unterseite ist heller und weich behaart. Die Blattadern treten auf der Blattunterseite deutlich hervor und sind zur Blattspitze hin gebogen. Im Herbst färben sich die Blätter vor dem Laubfall rot.
Die Blütezeit liegt im Frühsommer. Die Blüten stehen in 3 bis 8 Zentimeter breiten Blütenständen an den Enden diesjähriger Zweige. Die relativ kleinen, zwittrigen Blüten sind radiärsymmetrisch und vierzählig mit doppelter Blütenhülle. Die vier Kelchblättern sind weißlich. Die vier Kronblättern sind weiß. Die vier Staubblättern bestehen aus weißen Staubfäden und gelben Staubbeuteln. Der Stempel ist grünlich-weiß.
Die weiße Steinfrucht mit einem mehr oder weniger kugeligen Steinkern reift Ende des Sommers oder zu Herbstanfang und wird hauptsächlich durch Vögel ausgebreitet, aber auch verschiedene Säugetiere fressen sie.
Die Chromosomenzahl beträgt 2n = 22.

## Verbreitung
Cornus drummondii ist ein Strauch der Übergangszone von den Wäldern im östlichen Nordamerika zur Prärie. Sein Verbreitungsgebiet zieht sich von den Großen Seen im Norden bis zum Golf von Mexiko Richtung Südwesten.
Obwohl er gut auf feuchten Standorten wächst, verträgt er auch trockene Verhältnisse. Er kommt mit einer Vielzahl unterschiedlicher Böden zurecht.

## Taxonomie
Die Erstbeschreibung von Cornus drummondii erfolgte 1845 durch Carl Anton von Meyer. Das Artepitheton drummondii ehrt den schottischen Botaniker Thomas Drummond (1790–1835).

## Verwendung
Im Verbreitungsgebiet von Cornus drummondii kann seine Fähigkeit zu raschem Wachstum und wurzelnden Ausläufern verwendet werden, um Bodenerosion zu vermeiden und Ufer zu befestigen.
Von den Indianern wird eine frühere medizinische Verwendung berichtet.
In Europa ist Cornus drummondii sehr selten im Handel erhältlich.